# Ippėj Sinodzuka
Ippėj Sinodzuka (in russo Иппэй Синодзука?; Abiko, 20 marzo 1995) è un ex calciatore russo, di origini giapponesi, di ruolo centrocampista.

## Biografia
Suo padre ha origini giapponesi, mentre sua madre russe.